# Хайнрих III Ройс-Бургк
Хайнрих III Ройс-Бургк (на немски: Heinrich III Reuss zu Burgk; * 22 декември 1578 в Грайц; † 24 юни 1616 в Гефел, окръг Заале-Орла, Тюрингия) от фамилията Ройс (Ройс стара линия) е господар на Бургк на река Заале в Тюрингия.
Той е третият син на Хайнрих II Ройс-Бургк (1543 – 1608) и съпругата му графиня Юдит фон Йотинген-Йотинген (1544 – 1600), дъщеря на граф Лудвиг XVI фон Йотинген-Йотинген-Харбург (1508 – 1569) и Маргарета фон дер Пфалц († 1560). Внук е на Хайнрих XIV Ройс цу Грайц-Кранихфелд (1506 – 1572) и Барбара фон Меч (1507 – 1580). Баща му Хайнрих II Ройс-Бургк се жени втори път 1601 г. за графиня Анна фон Мансфелд (1563 – 1636).
През 1564 г. чрез наследство територията на Ройсите е разделена на господствата Унтерграйц (Ройс стара линия), Оберграйц (Ройс средна линия) и Гера (Ройс млада линия). През 1596 г. господството Шлайц отива допълнително към средната линия.
Хайнрих III Ройс-Бургк е убит на 37 години на 24 юни 1616 г. в Гефел в Заале-Орла-окръг, Тюрингия. Погребан е в църквата в Шлайц.

## Фамилия
Хайнрих III Ройс-Бургк се жени на 21 февруари 1602 г. в Гера за Анна Магдалена фон Шьонбург-Глаухау (* 1 февруари 1582, Валденбург; † 7 януари 1615, Бургк), вдовица на Рудолф Шенк фон Таутенбург († 1 юни 1597), дъщеря на Георг III фон Шьонбург-Валденбург (1558 – 1611) и Ева Шенк фон Ландсберг († 1613), дъщеря на Вилхелм Шенк фон Ландсберг († 1559) и Магдалена Ройс-Плауен († 1571). Те имат децата:
- Хайнрих I Ройс (* 9 януари 1611, Бургк; † 7 февруари 1611, Бургк)
- Хайнрих II Ройс (* 17 май 1612, Бургк; † 27 юли 1612, Бургк)
- Юдит Ева Ройс-Бургк (* 26 декември 1614, Бургк; † 18 ноември 1666, Пениг), омъжена на 3 юли 1636 г. в Пениг или в Прага за фрайхер Волф Хайнрих I фон Шьонбург-Пениг (* 7 ноември 1605, Пениг; † 5 декември 1657, Пениг)